# Aquí no hay quien viva
Aquí no hay quien viva és una sèrie de televisió espanyola de ficció basada en l'humor, emesa per Antena 3 des del 7 de setembre de 2003 fins al 6 de juliol de 2006.
Va ser creada per Alberto i Laura Caballero, nebots de José Luis Moreno, productor de la sèrie. A més és produïda per la productora d'aquest, Miramón Mendi.
La seva concepció general s'inspira en 13, Rue del Percebe, tira còmica creada per Francisco Ibáñez.
La sèrie es va acomiadar definitivament de la seva audiència el juliol del 2006, després de 90 capítols, sent una de la sèries més reeixides de la història de la televisió a Espanya. Telecinco va comprar part de la productora veient que no podia amb l'èxit de la sèrie i per això acabà precipitadament en ple èxit.
La sèrie ha estat en prime time per part de la cadena de televisió Antena 3. També s'emetia per Neox de dilluns a divendres al voltant de les 12 hores.
El 15 d'octubre de 2021 Netflix va incorporar la sèrie a la seva plataforma.

## Adaptacions internacionals
- A Xile es va emetre només durant l'any 2005 pel canal Chilevisión
- A França la cadena M6 va emetre la seva versió amb el títol de Faites Comme Chez Vous!
- A Portugal: Aqui não há quem viva.
- A Argentina, el canal de televisió Telefe va comprar els drets de la sèrie per adaptar-la i realitzar la mateixa amb actors locals. l'versió argentina d'aquesta sèrie es va estrenar el gener del 2008 amb un bon resultat d'audiència. Però en el transcurs de la sèrie, i per malament maneigs del Canal que l'emetia minuts abans de la mitjanit, es va convertir en un fracàs; i va tenir el seu final abrupte el 29 d'agost de 2008.
- A Itàlia la companyia televisiva Mediaset va comprar els drets també i estrenarà la versió italiana de la sèrie dita Qui non si può vivere.
- A Mèxic, Aquí no hay quien viva es diu Veïns, que, encara que no és igual, està creada amb els drets de la sèrie original a Espanya i el seu primer capítol es diu "Aquí sí hay quien viva".
- A Colòmbia, el canal RCN va comprar drets per fer-ne una adaptació local, que va començar a transmetre's el 25 d'agost de 2008.
- A Grècia es diu Η πολυκατοικία i s'estan gravant els primers episodis. Començarà a emetre's a la tardor de 2008 pel canal Mega.

## Història
Va sortir a l'aire per primera vegada el setembre de 2003, i malgrat les escasses esperances posades per la cadena, a poc a poc va anar obtenint molt bons resultats d'audiència, pujant cada vegada més i més fins que arribà a aconseguir xifres superiors als 7 milions d'espectadors i 40% de share.
La sèrie va triomfar a Espanya durant 5 temporades i va rebre un sense fi de premis. Es va convertir en una de les sèries més vistes de la història de la televisió a Espanya, només per darrere de Médico de familia i Farmacia de guardia. El seu capítol més vist, Érase un desalojo, va reunir més de 8.850.000 telespectadors i més del 43% de l'audiència. La sèrie va protagonitzar durant els seus 3 anys de vida nombrosos minuts d'or, arribant a ser vista per més de 8.600.000 de telespectadors a Espanya.
Segons la crítica, una de les claus del seu èxit és el tractar-se d'una sèrie coral, en la qual diversos personatges comparteixen protagonisme gairebé per igual i uns guions molt treballats. La sèrie va causar cert impacte social i les frases dels personatges han estat utilitzades pels telespectadors que les han estès a l'argot col·loquial dels espanyols, frases com a "¡váyase señor Cuesta, váyase!", "¡chorizo!", "un poquito de por favor", o "ignorante de la vida".

## Temàtica
El guió de la sèrie està compost per diferents línies argumentals, normalment quatre. En una es planteja una trama principal, que es tanca al mateix capítol i altres trames que s'anaven desenvolupant al llarg de la sèrie. Després hi ha la trama secundària i la subtrama; a la primera, la història comença en aquest episodi i va desenvolupant-se en els següents, mentre que el segon procedeix d'episodis anteriors i finalitza o se segueix desenvolupant en l'episodi. La història anava adreçada principalment a l'audiència familiar i s'estructurava al pròleg, que explica com comença la trama principal; després en quatre actes es desenvolupen les diferents línies argumentals i, a l'epíleg, finalitza la trama principal. La sèrie narra com a tots els tipus de llars els ocorren situacions habituals de qualsevol tipus a la vida real, entre ells hi ha un progressista acomodat, una jove amb problemet contínuament, jubilades, persones LGBT, el jove espontani i els de la classe adinerada. També s'intenta donar resposta una pregunta habitual, «Què estarà fent el veí?».

## Crítica
Ha estat molt valorada tant pel públic com per la crítica. El guionista Pedro Gómez: «Aquí no hi hay quién viva va néixer amb molta força i va ser un exemple de com donar un marge de creativitat i d'intuïció personal als membres, però va acabar amb símptomes d'esgotament»; això darrer va ser recolzat pel creador de la sèrie, Alberto Caballero, que va dir que «li van sobrar els últims tretze capítols, perquè la veritat és que estàvem molt cansats tots». Mostra del gran suport del públic va ser l'elecció com a cinquena millor sèrie de ficció i segona millor sèrie d'humor dels 20 anys de la cadena, igual que la seva banda sonora, que va ser elegida com la tercera millor sintonia i/o capçalera; o va rebre valoracions en pàgines web especialitzades com IMDb o FilmAffinity amb una nota superior als sis punts sobre deu. Una mostra del suport de la crítica és que formi part de la llista del grup Joly amb els 100 millors programes de televisió espanyols, encara que va per ordre alfabètic per la qual cosa no té cap posició dins d'aquesta, però alguns van criticar que el seu humor resulta caspós. També va ser molt recolzada per la comunitat LGBT en rebre 3 premis i 9 nominacions més en els Premis Gayo, que premien al cinema i televisió amb temàtica homosexual malgrat que l'Associació Espanyola de Transsexuals es va mostrar en contra en la forma de reflectir els transsexuals amb acudits vulgars per aconseguir el riure fàcil. La sèrie es va convertir amb el temps en una de les referents de la televisió espanyola.

## Repartiment

### 1a temporada

#### Repartiment principal
- María Adánez - Lucía Álvarez Muñoz, "la Pija"
- Adrià Collado - Fernando Navarro Sánchez
- Gemma Cuervo - Vicenta Benito Valbuena
- José Luis Gil - Juan Cuesta
- Daniel Guzmán - Roberto Alonso Castillo
- Loles León - Paloma Hurtado
- Luis Merlo - Mauricio "Mauri" Hidalgo Torres
- Laura Pamplona - Alicia Sanz Peña, "la Golfa"
- Fernando Tejero - Emilio Delgado Martínez"
- Amb la col·laboració especial de Emma Penella - Concepción "Concha" de la Fuente García
- Malena Alterio - Belén López Vázquez, "la Golfa"
- Joseba Apaolaza - Armando Rubio de la Fuente
- Mariví Bilbao - María Luisa "Marisa" Benito Valbuena, "la Borracha"
- Cook - Valentín (el gos)
- Sofía Nieto - Natalia Cuesta Hurtado
- Eduardo García - José Miguel "Josemi" Cuesta Hurtado
- Daniel Rubio - Daniel "Dani" Rubio (Capítol 1 - Capítol 9)
- Elisa Drabben - Rebeca Rubio (Capítol 9 - Capítol 17)
- Guillermo Ortega - Francisco "Paco"

#### Repartiment recurrent

##### Artista convidat
- Santiago Segura - Santiago Segura (Capítol 1)
- Ana Risueño - Nuria (Capítol 3 - Capítol 4)
- Pedro Miguel Martínez - Enrique Navarro (Capítol 4)
- Miguel Hermoso - Chema (Capítol 7)
- Mariana Cordero - Teresa Castillo (Capítol 7; Capítol 16)
- Pep Ferrer - Isidro (Capítol 8)
- Diego Martín - Carlos de Haro Cabanillas (Capítol 8; Capítol 13 - Capítol 17)
- Manuel Zarzo - Amador (Capítol 12)
- Café Quijano - Café Quijano (Capítol 13)
- Silvia Abascal - Clara Álvarez (Capítol 15 - Capítol 16)
- Nicolás Dueñas - Rafael Álvarez (Capítol 16)
- Enrique Villén - Antonio Alonso (Capítol 16)

##### Hi han intervingut
- Susana Reija - Esther (Capítol 1)
- Antonio Gómez - Mosso 1 (Capítol 1)
- Arsenio Luna - Mosso 2 (Capítol 1)
- Eduardo Gómez - Mariano Delgado (Capítol 1; Capítol 6; Capítol 10;Capítol 12; Capítol 13; Capítol 15 - Capítol 17)
- Ángel Jodrá - Antonio (Capítol 2)
- Jaime Ordóñez - Tècnic d'alarmes; Tècnic de control de plagues; Tècnic de dutxa (Capítol 2; Capítol 7; Capítol 14)
- Enerto Arango - Obrer marroquí (Capítol 2)
- Juanma Navas - Funcionari de l'ajuntament (Capítol 3)
- Joan Manuel Guriillo - Espòs (Capítol 3)
- Paca López - Dona (Capítol 3)
- Elena Mauran - Carmen (Capítol 3)
- David Venancio Muro - Tècnic d'ascensors (Capítol 3)
- Aberaldo Gabriel - Practicant (Capítol 4)
- Carmen Roldán - Montse Sánchez (Capítol 4)
- Juan Alberto López - Policia 1 (Capítol 4 - Capítol 5; Capítol 11; Capítol 13; Capítol 16)
- Julio Vélez - Policia 2 (Capítol 4 - Capítol 5; Capítol 11; Capítol 13; Capítol 16)
- Iván Sánchez - Fran (Capítol 5)
- Patricia Castro (Capítol 5)
- Rebeca Valls - Sonia (Capítol 5)
- Berta Ojea - Isabel (Capítol 6)
- Janfri Topera - Cap d'una estafa (Capítol 7)
- Eva Almaya - Locutora (Capítol 8)
- Virginia Mateo - Dona d'Isidro (Capítol 8)
- José Lifante - Exorcista (Capítol 9)
- Manuel Millán - Pare Miguel (Capítol 9)
- Cristina Solá - Irene (Capítol 9)
- Ferrán Botifoll - Tècnic de l'ajuntament (Capítol 10)
- Juan Lombardero - Augusto Carvajal (Capítol 10)
- José Luis Patiño - Eduardo (Capítol 11)
- Paloma Paso Jardiel - Sra. Navarro (Capítol 11)
- Ángel Hidalgo - Álvaro (Capítol 11)
- Elena Rayos - Tanatopractora (Capítol 11)
- Bárbara de Lema - Sandra (Capítol 12)
- Alejandro Casaseca - Nacho (Capítol 12)
- Paola Adrobe - Carolina (Capítol 13)
- Carmen Belloch - Compradora 1 (Capítol 13)
- Carlos Manuel Díaz - Doctor (Capítol 13)
- José Luis Díaz - Taxador (Capítol 13)
- Candela Fernández - Covadonga (Capítol 13)
- Jaime Linares - Comprador 2 (Capítol 13)
- Estela Redondo - Iciar (Capítol 13)
- Juan Rueda - Comprador 1 (Capítol 13)
- Fernando Sanz - Noi fiestero  (Capítol 13)
- Carmen Tejedera - Compradora 2 (Capítol 13)
- Juan Manuel Cifuentes - Agustín (Capítol 14)
- Manuel de Blas - Ramón (Capítol 14)
- Vicente Renovell - Tècnic de caldera (Capítol 14)
- Ricardo Inglés - Camarero (Capítol 15)
- Graciela Zavatti - Recepcionista (Capítol 15)
- Carmen Arévalo - Isabel (Capítol 16)
- Chete Guzmán - Doctor (Capítol 16)
- Marc Manero - Pare Noel (Capítol 16)
- Amparo Pacheco - Amparo (Capítol 16)
- Jaro - Director (Capítol 17)
- Óscar Zautúa - Actor (Capítol 17)
- Begoña Labrada - Actriu 1 (Capítol 17)
- Cristina Sarmiento - Actriu 2 (Capítol 17)
- Latife Kalaf - Actriu 3 (Capítol 17)

### 2a temporada

#### Repartiment principal
- María Adánez - Lucía Álvarez Muñoz, "la Pija"
- Malena Alterio - Belén López Vázquez, "la Golfa"
- Mariví Bilbao - María Luisa "Marisa" Benito Valbuena
- Gemma Cuervo - Vicenta Benito Valbuena
- José Luis Gil - Juan Cuesta
- Daniel Guzmán - Roberto Alonso Castillo
- Loles León - Paloma Hurtado † (Capítol 1 - Capítol 13)
- Luis Merlo - Mauricio "Mauri" Hidalgo Torres
- Isabel Ordaz - Isabel Ruiz García, "la Hierbas"
- Laura Pamplona - Alicia Sanz Peña, "la Golfa"
- Emma Penella - Concepción "Concha" de la Fuente García
- Santiago Ramos - Andrés Guerra
- Fernando Tejero - Emilio Delgado Martín
- Guillermo Ortega - Francisco "Paco"
- Sofía Nieto - Natalia Cuesta Hurtado
- Eduardo G. Martínez - José Miguel "Josemi" Cuesta Hurtado
- Elio González - Pablo Guerra Ruiz
- Juan Díaz - Álex Guerra Ruiz
- Eduardo Gómez - Mariano Delgado
- Eva Isanta - Beatriz "Bea" Villarejo (Capítol 4 - Capítol 14)

#### Repartiment recurrent

##### Artista convidat
- Manel Castillejos - ¿? (Capítol 1)
- Diego Martín - Carlos de Haro Cabanillas (Capítol 1; Capítol 4)
- Vicenta N'Dongo - Rocío (Capítol 2 - Capítol 13)
- Ricardo Arroyo - Higinio (Capítol 6)
- Jairo Serrano - ¿? (Capítol 7 - Capítol 8; Capítol 13)
- Pedro Beitia - ¿? (Capítol 7)
- Scott Cleverdon - Trevor (Capítol 7)
- Inés Morales - Almudena Mohedano (Capítol 8 - Capítol 9)
- Jordi Sánchez - Salvador Villarejo (Capítol 8)
- Eva Serrano - Inés (Capítol 8)
- Beatriz Argüello - Yolanda/Pedro (Capítol 9)
- Manuel Millán - Pare Miguel (Capítol 9; Capítol 13)
- Lidia Otón - Sandra (Capítol 10)
- Rosa Campillo - Elena (Capítol 10)
- Miryam de Maeztu - Inspectora (Capítol 10)
- Mario Martín - Doctor (Capítol 11; Capítol 13)
- María Luisa Merlo - Leonor Torres (Capítol 12)
- José M. Cervino - Mauricio Hidalgo Sr. (Capítol 12)
- Rosa Fontana - Edurne (Capítol 13)

##### Amb la col·laboració especial de
- Adrià Collado - Fernando Navarro (Capítol 1 [no acreditado]; Capítol 7; Capítol 13)

##### Hi han intervingut
- Juan Alberto López - Policia 1 (Capítol 1; Capítol 3)
- Julio Vélez - Policia 2 (Capítol 1; Capítol 3)
- José Antonio Navarro - Pintor (Capítol 1)
- Amparo Pacheco - Amparo (Capítol 1)
- Mayte Pardo - Senyora Mini (Capítol 2)
- Fernando Vivancos - Psicòleg (Capítol 2)
- Luis Bondía - Recepcionista d'hotel (Capítol 3)
- Mirem Ibarguren - Chica con novio (Capítol 3)
- Nuria de Luna - Noia fumadora (Capítol 3)
- Natalia Leporé - Noia maniàtica (Capítol 3)
- Patricia Montero - Noia pesada (Capítol 3)
- Eva Serrano - Inés (Capítol 4)
- Marina Ferragut - Jugadora de bàsquet (Capítol 4)
- Carlos Castañón - Dimitri (Capítol 5)
- Diego Falcón - Mangante (Capítol 5)
- Alberto Alonso - Cap de policia (Capítol 6)
- Alejandro Aréstegui - Novio Celoso (Capítol 6)
- Ana Hernández - Senyora del Rastrillo  (Capítol 6)
- Javier Páez - Antiquari (Capítol 6)
- Manuel Sánchez - Amo de la joieria (Capítol 6)
- Duna Santos - Noia de la discoteca (Capítol 6)
- Pablo Toreyó - Dependent de la joieria (Capítol 6)
- Marc Wender - Taxador (Capítol 6)
- Daniel Albaladejo - Perit (Capítol 7)
- Eva Almaya - Locutora (Capítol 7)
- Sagrario Calero - Senyora de l'hospital (Capítol 7)
- Vicente Colomar - Jesús (Capítol 7)
- Chete Guzmán - Metge (Capítol 7)
- Mario Vedoya - Director general (Capítol 7)
- Pedro Javier - Director de banc (Capítol 8)
- Juan Calot - Notari 1 (Capítol 8)
- Cristopher de Andrés - Cap de personal (Capítol 8)
- Juan Carlos Badillo - Notari 3 (Capítol 8)
- Angel Rello - Operari de parabòlica (Capítol 9)
- Esther Gala - Veïna (Capítol 9)
- Antonio Rosa - Veí (Capítol 9)
- José Luis Baringo - Marit (Capítol 9)
- Cari Antón - Dona (Capítol 9)
- Carlos Manuel Diáz - Doctor (Capítol 10)
- Helena Castañeda - Mercedes (Capítol 10)
- David Castedo - Michel (Capítol 10)
- Vicente Renovell - Tècnic de caldera (Capítol 11)
- Marina Andina - Stripper Veterana (Capítol 12)
- Toni Márquez - Metge d'inseminació (Capítol 12)
- Tomás Ordóñez - Nacho (Capítol 12)
- Walter de la Reta - Porter (Capítol 12)
- Alberto González - Professor (Capítol 13)
- Emilio Alonso - Jordi (Capítol 13)
- Nicolás Barrero - Policia (Capítol 13)

### 3a temporada

#### Repartiment principal
- María Adánez - Lucía Álvarez Muñoz, "la Pija"
- Malena Alterio - Belén López Vázquez, "la Golfa"
- Carmen Balagué - Nieves Cuesta (Capítol 1 - Capítol 28)
- Mariví Bilbao - María Luisa "Marisa" Benito Valbuena
- Gemma Cuervo - Vicenta Benito Valbuena
- José Luis Gil - Juan Cuesta
- Eduardo Gómez - Mariano Delgado
- Daniel Guzmán - Roberto Alonso Castillo
- Eva Isanta - Beatriz "Bea" Villarejo
- Diego Martín - Carlos de Haro Cabanillas
- Luis Merlo - Mauricio "Mauri" Hidalgo Torres
- Isabel Ordaz - Isabel Ruiz García, "la Hierbas"
- Laura Pamplona - Alicia Sanz Peña, "la Golfa" (Capítol 1 - Capítol 17)
- Emma Penella - Concepción "Concha" de la Fuente García
- Santiago Ramos - Andrés Guerra
- Fernando Tejero - Emilio Delgado Martín
- Elio González - Pablo Guerra Ruiz
- Juan Díaz - Álex Guerra Ruiz (Capítol 1 - Capítol 30)
- Guillermo Ortega - Francisco "Paco"
- Eduardo García - José Miguel "Josemi" Cuesta Hurtado
- Sofía Nieto - Natalia Cuesta Hurtado

##### Amb la col·laboració de
- Mariano Alameda - Diego Álvarez Muñoz

#### Repartiment recurrent

##### Artista convidat
- Israel Elejalde - Jaime (Capítol 1)

##### Intervenen
- Gregor Acuña - Agent 1 (Capítol 1)
- Yiyo Alonso (Capítol 1)
- José Cantero - Agent 2 (Capítol 1)
- Luis de la Lombana - Ligue esporádico (Capítol 1)
- Matilde Fluixá - Alumna de ioga (Capítol 1)
- Amparo Pacheco - Amparo (Capítol 1)
- Llum Barrera - Carmen Villanueva
- Vanesa Romero - Ana, "Inga"
- Cook - Valentín
- Manuel Millán - Padre Miguel
- Elisa Matilla - Lola
- Carla Pérez - Arantxa Velázquez
- Daniel Diges - Marcos "DJ Gayumbo"
- Marta Belenguer - Alba
- María Almudéver - Rosa Izquierdo
- Alberto Maneiro - Abel
- Amparo Pacheco - Amparo, la abuela de Roberto
- Jaime Ordóñez - l'home que parla molt ràpid
- Nicolás Dueñas - Rafael Álvarez
- Fernando Boza - Antonio-Ezequiel Hidalgo Villarejo
- Fermí Herrero - Greogrio “el Grégor”
- Fernando Ramallo - Teo
- Mar Bordallo - Roxana
- Paco Fernández de la Cruz - Chechu
- Israel Elejalde - Jaime
- Vladimir Cruz - Nestor
- Nicolás Dueñas - Rafael Álvarez
- Carolina Cerezuela - Vanessa
- Mariana Cordero - la mare de Roberto
- José Conde - el pare de Carlos
- Mario Martín - Doctor
- Manuel Carrasco
- Ramón Barea - Arturo López
- Ana María Vidal - la mare de Carmen
- Alberto Alonso - Jefe Policia

##### Amb la col·laboració especial de
- Jair gomez - Fernando Navarro Sánchez
- Lina Morgan - Menchu
- Amparo Pamplona - Victoria Peña
- Beatriz Carvajal - María Jesús Vázquez

### 4a temporada

#### Repartiment principal
- María Adánez - Lucía Álvarez Muñoz, "la Pija"
- Malena Alterio - Belén López Vázquez, "la Golfa"
- Mariví Bilbao - María Luisa "Marisa" Benito Valbuena
- Adrià Collado - Fernando Navarro Sánchez
- Gemma Cuervo - Vicenta Benito Valbuena
- José Luis Gil - Juan Cuesta
- Eduardo Gómez - Mariano Delgado
- Daniel Guzmán - Roberto Alonso Castillo
- Eva Isanta - Beatriz "Bea" Villarejo
- Diego Martín - Carlos de Haro Cabanillas
- Luis Merlo - Mauricio "Mauri" Hidalgo Torres
- Isabel Ordaz - Isabel Ruiz García, "la Hierbas"
- Guillermo Ortega - Francisco "Paco"
- Emma Penella - Concepción "Concha" de la Fuente García
- Santiago Ramos - Andrés Guerra
- Roberto San Martín - Yago
- Fernando Tejero - Emilio Delgado Martín
- Elio González - Pablo Guerra Ruiz
- Sofía Nieto - Natalia Cuesta Hurtado
- Eduardo García - José Miguel "Josemi" Cuesta Hurtado

#### Repartiment recurrent
- Cook - Valentín
- Manuel Millán - Padre Miguel
- Jaime Ordóñez - l'home que parlava molt ràpid
- Nicolás Dueñas - Rafael Álvarez
- Fernando Boza/Daniel Fernández - Antonio-Ezequiel Hidalgo Villarejo
- Fermí Herrero - Greogrio “el Grégor”
- Patricia Gaztañaga
- Carmen Balagué - Nieves Cuesta
- María Luisa Merlo - Leonor Torres
- Pedro Miguel Martínez - Enrique Navarro
- Carmen Roldán - Montse Sánchez
- Ana Villa - María Treviño (Guardia Civil)
- Daniel Muriel - Juanjo Peñafiel
- Silvia Gambino - Montse

##### Amb la col·laboració especial de
- Assumpta Serna - Marta Puig Llorenç "la Pantumaca"
- Álex Angulo - Pedro Peñafiel
- María Luisa Merlo - Leonor
- Patricia Gaztañaga

### 5a temporada

#### Repartiment principal
- Malena Alterio - Belén López Vázquez, "la Golfa"
- Mariví Bilbao - María Luisa "Marisa" Benito Valbuena
- Beatriz Carvajal - María Jesús Vázquez Fuentes
- Adrià Collado - Fernando Navarro Sánchez
- Gemma Cuervo - Vicenta Benito Valbuena
- José Luis Gil - Juan Cuesta
- Eduardo Gómez - Mariano Delgado
- Elio González - Pablo Guerra Ruiz
- Eva Isanta - Beatriz "Bea" Villarejo
- Luis Merlo - Mauricio "Mauri" Hidalgo Torres
- Isabel Ordaz - Isabel Ruiz García, "la Hierbas"
- Guillermo Ortega - Francisco "Paco"
- Emma Penella - Concepción "Concha" de la Fuente García
- Vanesa Romero - Ana, "Inga"
- Roberto San Martín - Yago
- Fernando Tejero - Emilio Delgado Martín
- Eduardo García - José Miguel "Josemi" Cuesta Hurtado
- Sofía Nieto és Natalia Cuesta Hurtado

#### Repartiment recurrent
- Nicolás Dueñas - Rafael Álvarez
- Ricardo Arroyo - Higinio Heredia
- Emma Ozores - Mamen Heredia
- Denise Maestre - Candela Heredia
- Elena Lombao - Raquel
- Pablo Chiapella - Alfonso «Moncho» Heredia
- Nacho Guerreros - José María
- Cook - Valentín
- Manuel Millán - Padre Miguel
- Jaime Ordóñez - l'home que parla molt ràpid
- Carmen Balagué - Nieves Cuesta
- Joan Domínguez - el majordom
- Pedro Miguel Martínez - Enrique Navarro
- Marisa Porcel - Monja
- Daniel Fernández - Antonio-Ezequiel Hidalgo Villarejo

##### Amb la col·laboració especial de
- María Luisa Merlo - Leonor Torres
- Victorio y Lucchino
- Asunción Balaguer
- Bibiana Fernández

## Personatges
L'edifici es troba al carrer Desengany Número 21, un carrer d'un barri cèntric de Madrid.
- La Porteria
  - Emilio (Fernando Tejero): Porter de l'edifici i exxicot de la Belen i la Carmen. Es baralla amb el Paquito. Es casà amb la Belen en un episodi però resultà ser un paripé per treure els diners als veïns per a l'advocat. Abans d'acabar la sèrie aconsegueix complir el seu somni de ser propietari.
  - Mariano (Eduardo Gómez Manzano): Pare de l'Emilio. I metrosexual. Abans d'acabar la sèrie mantingué un idil·li amb la mare de Mauri.
- El primer A.
  - Vicenta (Gemma Cuervo): Propietària del primer A. Germana de la Marisa. Estigué enamorada de l'Andrés. I també del Manolo. És xafardera, una mica despreocupada i curta.
  - Marisa (Mariví Bilbao): Germana de la Vicenta. És molt fumadora i una ludòpata. Li encanta el chinchón. Estigué casada amb el Manolo i estigué mantenint un idil·li amb el Bartelomé Mendez Zuloaga (Mentro del Juan Cuesta i antic propietari del 3r B).
  - Concha (Emma Penella): Una de les tres xafarderes de l'edifici, abans vivia en el segon B amb el seu fill i el seu net. Diu odiar al Juan Cuesta.
  - Valentín (Cook): Gos de la Vicenta.
- El primer B.
  - Mauricio "Mauri" Hidalgo (Luis Merlo): Periodista gai que estigué sortint amb el Fernando durant la primera temporada. I també estigué sortint amb el germà de la Lucía, Diego. En la cinquena temporada es casa amb el Fernando.
  - Fernando Navarro (Adrià Collado): És l'atractiu advocat gai xicot del Mauri. Se n'anà a Londres a treballar però tornà en la tercera temporada per casar-se amb el Mauri.
  - Beatriz "Bea" Villarejo (Eva Isanta): La companya de pis del Mauri i la seva millor amiga, de la segona a la quarta temporada. És lesbiana i la seva xicota es deia Rosa. Té un fill de Mauri anomenat Antonio-Ezequiel i a la darrera temporada té com a xicota l'Ana.
- El segon A.
  - Juan Cuesta (José Luis Gil): Professor de secundària en un Centre privat religiós, de mitjana edat, adora ser president de la comunitat. Perdé el seu càrrec en diverses ocasions per diversos candidats (la Lucía, el Carlos, la Belén, el Mauri i el Hirginio) encara que la sèrie acabà amb el Juan Cuesta com a president.
  - Isabel Ruiz García, La Hierbas (Isabel Ordaz): Neuròtica i hipocondríac. Abans vivia en el 2n B. Però després de trencar amb l'Andrés, la Isabel vengué el pis. Dona primera de l'Andrés i després del Juan. Li encanta el Ioga (Obrí una acadèmia en la tercera temporada), les infusions i sobretot la seva llavor.
  - Paloma Hurtado (Loles León): L'exdona del Juán, entrà en coma dues vegades i al final, mor. És la mare de la Natalia i el José Miguel. Caigué en el primer coma en caure pel pati i la segona en ser atropellada per Isabel (Accidentalment, es embolicà amb les marxes) Casualment mor el mateix dia que neix la seva neta.
  - Natalia Cuesta Hurtado (Sofía Nieto): La filla adolescent del Juan i la Paloma. Viu amb Yago i té una filla que fou concebuda per inseminació artificial per encàrrec.
  - José Miguel Cuesta Hurtado (Eduardo García): El fill adolescent del Juan i la Paloma.
  - Yago (Roberto San Martín): És l'exxicot cubà de la Lucía. Ara de la Natalia i és el padrastre de la nena.
  - Yamilei: Filla de la Natalia. No para de plorar i porta de cap als veïns.
- El segon B.
  - Higinio Heredia (Ricardo Arroyo): El nyaps de l'edifici. Els feu una reforma als Cuesta que durà dos mesos amb un cost aproximat entre deu mil i trenta mil euros. A l'últim capítol (Abans d'acabar la reforma) li roba metres quadrats als Cuesta per petició de la seva dona.
  - Mamen (Emma Ozores): És la dona excèntrica de l'Higinio. És massatgista. Li encanten els mobles (Els adora)
  - Candela Heredia, Candi candi (Denise Maestre): La filla de 14 anys de l'Higinio i la Mamen. Participa en diversos anuncis. Li agrada el Pablo.
  - Raquel (Elena Lombao): La germana de la Mamen, una transsexual. El seu anterior nom era Raúl. No treballa però està estudiant dret.
  - Moncho Heredia (Pablo Chiapella): El fill gran de l'Higinio i la Mamen. Surt per les nits i torna al matí. No treballa i no té casa.
- El tercer A.
  - Rafael Álvarez, Batman (Nicolás Dueñas). És el pare de la Lucía, el Diego i la Clara. És milionari.
- En el tercer B.
  - Belén López Vázquez (Malena Alterio): Una noia de 34 anys a qui no pot anar-li pitjor la vida. Ex-xicota de l'Emilio, a qui continua estimant; després d'un curt matrimoni s'escapa amb l'Emilio a les Bahames però són repatriats a Espanya. Fou qui detingué el casament d'Emilio. Mantingué un idil·li amb el Paco. Treballà com a funerària, en el burger, veterinària, cambrera, venedora d'assegurances i d'altres.
  - Beatriz "Bea" Villarejo (Eva Isanta): L'excompanya de pis del Mauri i la seva millor amiga, igual com ell, ella també és homosexual.
  - Ana, "La Inga" (Vanessa Romero): Hostessa de vol que, després d'una nit en què s'emborratxa amb la Bea i aquesta s'aprofita amb ella, acaba acceptant que és lesbiana i es converteixen en parella.
  - Maria Jesús Vázquez Fuentes, La Torrijas (Beatriz Carvajal): La mare de la Belén, que es ve a viure amb ella quan se separa del seu marit.
- Átic.
  - Pablo (Elio González): El fill menor de la Isabel i l'Andrés.
  - Paco (Guillermo Ortega): El dependent del videoclub.
- Magatzem de videoclub - RadioPatioEmision
  - La Marisa, la Concha i la Vicenta el lloguen per fer la seva ràdio favorita: Radio Patio.
- Altres personatges.
  - Rocío (Vicenta N'Dongo) : Fou xicota de l'Emilio fins al punt d'arribar a casar-se. En el casament acabà tot a causa d'unes paraules de Belen.
  - Arturo López (Ramón Barea): Padre de la Belén i exmarit de la Mª Jesús. És odontòleg obsessionat amb la salut dental.
  - Lola (Elisa Matilla): Fou companya de pis de la Belen.
  - Carmen (Llum Barrera): Fou xicota de l'Emilio i posteriorment estigué llogada al pis de la Belen.
  - Diego (Mariano Albereda): Germà gai de la Lucía i exxicot del Mauri.
  - Alba (Marta Belenguer): Exdona del Diego.
  - Marta "La Pantumaka" (Assumpta Serna): Estigué enamorada de Juan. Després d'això es feu amiga de la Isabel i acabà sortint amb Pablo.
  - Jose María (Nacho Guerreros): Nou membre del Consell de Savis durant l'última temporada. L'Emilio el conegué a la presó.
  - Padre de Fernando "Delito" (Pedro Miguel Martínez): Encara que està casat és homosexual. El seu nom artístic és Delito. Era advocat.
  - Leonor (María Luisa Merlo Colomina): Vídua. Durant l'última temporada tingué una aventura amb el Mariano.
  - Abel (Alberto Mainero): Fou cangur de l'Ezequiel. Es casà amb el Diego però al mes se separaren.
  - Rosa (María Almudéver): Ex-icota de Bea. Era advocada.
  - Padre Miguel (Manuel Millán): És el capellà de la sèrie. És el capellà predilecte de la sèrie. Sempre que hi ha un esdeveniment religiós aquest el presenta. Té una línia de discs que tots solen ser jocs de paraules entre noms de cançons i factors religiosos. Obrí una emissora de ràdio pirata en la quina presenta un programa a les cinc del matí en el qual es confessa la gent(Però no té audiència).
  - Don Gustavo (Manuel Galiana): Director de l'antic col·legi del Juan Cuesta.
  - Amparo (Empara Pacheco): És l'àvia del Roberto. Malgrat la seva edat té una gran intel·ligència.
  - Arantxa (Carla Pérez): Companya de la universitat de l'Emilio.
  - Clara (Silvia Abascal): Germana de la Lucía. La deixaren plantada a l'altar el dia del seu casament.
  - Hermana Esperança (Marisa Porcel): Monja que en una ocasió fou cangur de l'Ezequiel fins i tot que descobriren que era addicta a l'alcohol. Després treballà amb el pare Miguel. També treballà per a l'emissora de ràdio Radio Patio.

Els personatges més importants que han abandonat la sèrie són Armando (Joseba Apaolaza), Paloma (Loles León), Lucía (María Adánez), Alicia Sanz (Laura Pamplona), Roberto (Daniel Guzmán), Carlos (Diego Martín), Nieves Cuesta (Carme Balagué) i Andrés Guerra (Santiago Ramos)

## Premis i nominacions

### Premis Ondas
- Nacionals de televisió: Millor sèrie espanyola (2004).

### Premis ATV
| Any  | Categoría                      | Persona                   | Resultat   |
| ---- | ------------------------------ | ------------------------- | ---------- |
| 2005 | Millor Interpretació Femenina  | Mariví Bilbao             | Guanyadora |
| 2005 | Millor Direcció                | Millor Direcció           | Nominat    |
| 2005 | Millor Guió                    | Millor Guió               | Nominat    |
| 2005 | Millor Programa de Ficció      | Millor Programa de Ficció | Nominat    |
| 2004 | Millor Interpretació Masculina | Luis Merlo                | Guanyador  |
| 2004 | Millor Interpretació Masculina | Fernando Tejero           | Nominat    |
| 2004 | Millor Interpretació Femenina  | Malena Alterio            | Guanyadora |
| 2004 | Millor Direcció                | Millor Direcció           | Nominat    |
| 2004 | Millor Producció               | Millor Producció          | Nominat    |
| 2004 | Millor Guió                    | Millor Guió               | Guanyador  |
| 2004 | Millor Programa de Ficció      | Millor Programa de Ficció | Guanyador  |
| 2003 | Millor Interpretació Masculina | Fernando Tejero           | Nominat    |
| 2003 | Millor Guió                    | Millor Guió               | Nominat    |

### Fotogramas de Plata
| Any  | Categoría           | Persona         | Resultat   |
| ---- | ------------------- | --------------- | ---------- |
| 2004 | Millor Actor de TV  | Fernando Tejero | Guanyador  |
| 2004 | Millor Actor de TV  | Luis Merlo      | Nominat    |
| 2004 | Millor Actriu de TV | Malena Alterio  | Nominada   |
| 2003 | Millor Actor de TV  | Fernando Tejero | Nominat    |
| 2003 | Millor Actriu de TV | Loles León      | Guanyadora |

### TP d'Or
| Any  | Categoría             | Persona               | Resultat   |
| ---- | --------------------- | --------------------- | ---------- |
| 2005 | Millor Actor          | Luis Merlo            | Nominat    |
| 2005 | Millor Sèrie Nacional | Millor Sèrie Nacional | Guanyadora |
| 2004 | Millor Actor          | Fernando Tejero       | Guanyador  |
| 2004 | Millor Actor          | Luis Merlo            | Nominat    |
| 2004 | Millor Actriu         | Mariví Bilbao         | Nominada   |
| 2004 | Millor Sèrie Nacional | Millor Sèrie Nacional | Guanyadora |
| 2003 | Millor Actor          | Luis Merlo            | Nominat    |
| 2003 | Millor Sèrie Nacional | Millor Sèrie Nacional | Nominada   |

### Unió d'Actors
| Any  | Categoría                             | Persona          | Resultat   |
| ---- | ------------------------------------- | ---------------- | ---------- |
| 2006 | Protagonista TV - Categoria Masculina | José Luis Gil    | Guanyador  |
| 2005 | Protagonista TV - Categoria Masculina | José Luis Gil    | Nominat    |
| 2005 | Secundari TV - Categoria Femenina     | Isabel Ordaz     | Guanyadora |
| 2004 | Protagonista TV - Categoria Femenina  | María Adánez     | Guanyadora |
| 2004 | Secundari TV - Categoria Masculina    | Eduardo Gómez    | Guanyador  |
| 2004 | Secundari TV - Categoria Femenina     | Laura Pamplona   | Nominada   |
| 2004 | Repartiment TV - Categoria Masculina  | Guillermo Ortega | Guanyador  |
| 2004 | Repartiment TV - Categoria Femenina   | Mariví Bilbao    | Guanyadora |
| 2004 | Repartiment TV - Categoria Femenina   | Gemma Cuervo     | Nominada   |
| 2004 | Repartiment TV - Categoria Femenina   | Eva Isanta       | Nominada   |
| 2003 | Protagonista TV - Categoria Masculina | Fernando Tejero  | Guanyador  |
| 2003 | Protagonista TV - Categoria Femenina  | Loles León       | Nominada   |
| 2003 | Secundari TV - Categoria Masculina    | Luis Merlo       | Guanyador  |
| 2003 | Secundario TV - Categoria Femenina    | Malena Alterio   | Guanyadora |
| 2003 | Secundario TV - Categoria Femenina    | Mariví Bilbao    | Nominada   |